# ICP-MS

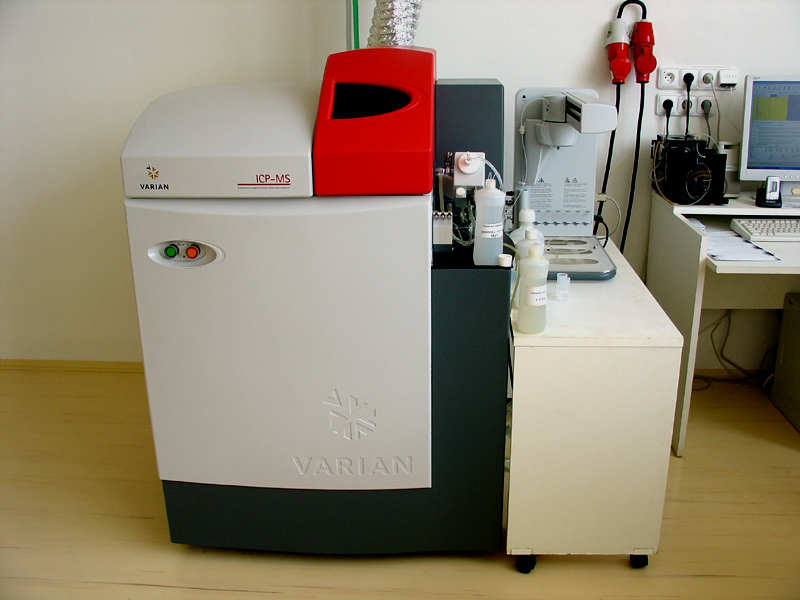
Spektrometr ICP-MS

ICP-MS neboli hmotnostní spektrometrie s indukčně vázaným plazmatem je ultrastopová analytická metoda sloužící ke stanovení obsahu stopových množství jednotlivých prvků v analyzovaném vzorku. Tato technika umožňuje analyzovat téměř všechny prvky od lithia po uran s citlivostí od jednotek ppt až po stovky ppm. Její masové nasazení nastalo až v posledních přibližně 20 letech, kdy byly úspěšně vyřešeny technické problémy s vytvářením stabilního vakua o tlaku řádově 10−5 torru a udržením konstantních podmínek v argonovém plazmatu.

## Princip metody
Roztok analytického vzorku je zmlžen a vzniklá mlha je proudem argonu vedena do hořáku, ve kterém je za pomoci střídavého vysokofrekvenčního magnetického pole udržováno argonové plazma o teplotě 6 000 – 10 000 K.
Za takových podmínek se rozpouštědlo okamžitě odpaří a zanikají chemické vazby v molekulách přítomných sloučenin. Jednotlivé volné atomy ve většině případů vytvoří jednou kladně nabité ionty Me+, které jsou dále unášeny do přechodové komory, kde je snížen tlak plynu na přibližně 0,01 torru.
Po průchodu do vstupu k detektoru klesá tlak na řádově 10−5 torru a ionty se systémem elektromagnetických čoček dostávají do kvadrupólového detektoru. Zde jsou analyzované ionty vedeny takovým způsobem, aby na povrch zesilovače dopadly v daném časovém okamžiku pouze ionty se zvolenou hmotností. Dopadem na povrch zesilovače vzniká velmi slabý elektrický proud, který je následně zesílen a je změřena jeho intenzita. Pomocí výpočetního programu jsou naměřené intenzity signálu převedeny na koncentrační data a výsledkem analýzy jsou údaje o koncentraci měřených prvků v analyzovaném roztoku.

## Technický popis zařízení

### Transport vzorku do plazmatu

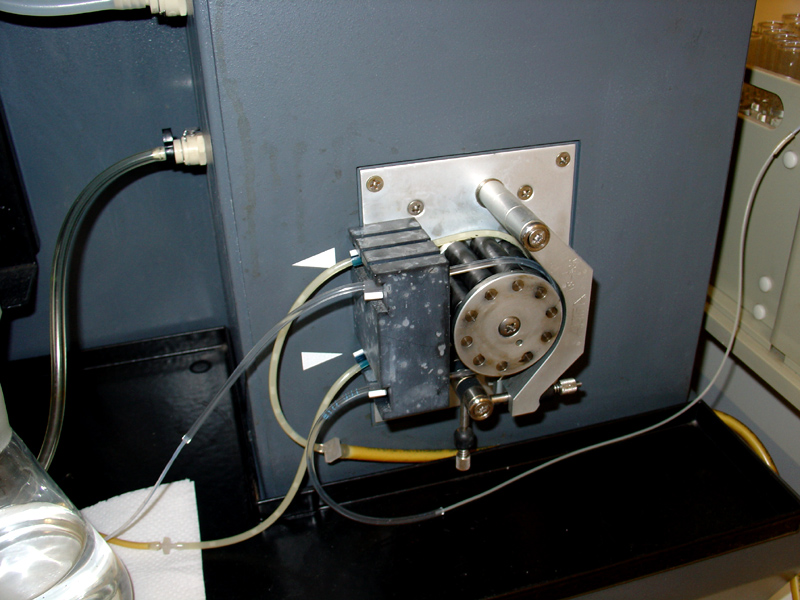
peristaltické čerpadlo pro dávkování vzorku do zmlžovače

V maximu běžných aplikací se analýza technikou ICP-MS provádí z roztoku vzorku. Pro jeho převedení do plazmatu je proto nejprve třeba jej dopravit do zmlžovače, což se provádí za použití peristaltické pumpy (někdy se také označuje jako peristaltické čerpadlo). Přitom se obvykle používá dvou - nebo i třícestné čerpadlo, které v prvním kanále transportuje roztok vzorku, v druhém kanále roztok interního standardu a třetí může být použit například pro in-line ředění příliš koncentrovaných vzorků.
Vytváření aerosolu vzorku probíhá ve zmlžovači, z něhož vychází jemně dispergovaná „mlha“ kapiček roztoku a je proudem argonu unášena do plazmového hořáku. Nejčastěji jsou používány pneumatické kapilární zmlžovače, které jsou konstrukčně nejvíce propracovány. V těchto zmlžovačích se slabý proud roztoku vstřikuje tenkou tryskou do proudu argonu a v systému několika koncentrických trubic vzniká poměrně velmi dobře definovaný a homogenní aerosol vzorku. Jeho hlavní nevýhodou je možnost zanesení trysky malými nerozpuštěnými částečkami ve vzorku nebo vykrystalovanými solemi při analýze příliš koncentrovaných roztoků. Pro takové roztoky je proto lépe využít pneumatického Babbingtonova zmlžovače, který dovoluje pracovat i se silně zasolenými roztoky nebo suspenzemi pevných částic, nevytváří však tak jemný a dobře definovaný aerosol.
V některých speciálních aplikacích lze odebírat vzorek pro měření i z pevného materiálu a to odjiskřováním laserem za průtoku konstantního množství argonu, který transportuje odjiskřené mikročástečky vzorku přímo ho hořáku.
Posledním speciálním případem je generování plynných hydridů a jejich dávkování do plazmatu. Tento postup vede k mimořádné citlivosti analýz, má však řadu omezení - je použitelný pouze v omezené skupině prvků jako arsen, selen, antimon, cín, tellur nebo bismut a současně nesmí analyzovaný roztok obsahovat významné koncentrace těžkých kovů.

### Ionizace v plazmatu
Technika ICP-MS je založena na analýze iontů měřených prvků a je proto žádoucí, aby atomy analyzovaných prvků byly před vstupem do detektoru převedeny do formy iontů M+. Dlouhodobým výzkumem bylo proto nalezeno plazma s takovými parametry, které produkci uvedených iontů zabezpečuje v požadované míře.
Základní charakteristikou vstupu vzorku do plazmatu je množství přiváděného plynu. To je v tomto případě na úrovni přibližně 20 l Ar/min a zajišťuje tvorbu aerosolu vzorku potřebných parametrů. Pro takový průtok plynu je pak jako ideální prostředí definováno vysokofrekvenční (obvykle v rozmezí 25 - 50 MHz) plazma s dodávaným výkonem 0,8 - 1,8 kW.
Technicky je tento výkon předáván protékajícímu proudu argonu pomocí cívky o 3 - 4 závitech, která je umístěna na vyústění zmlžovače. Protože předávání tak vysokého výkonu z vysokofrekvenčního generátoru do plazmatu by za normálních podmínek způsobilo přehřívání cívky s možností jejího poškození natavením, jsou cívky zhotoveny z dutých kapilár o vnitřním průměru 1 - 2 mm. Cívka je pak kontinuálně chlazena proudem chladicího média (obvykle deionizované vody) o teplotě 15 - 20 °C.

### Převedení iontů do vakua

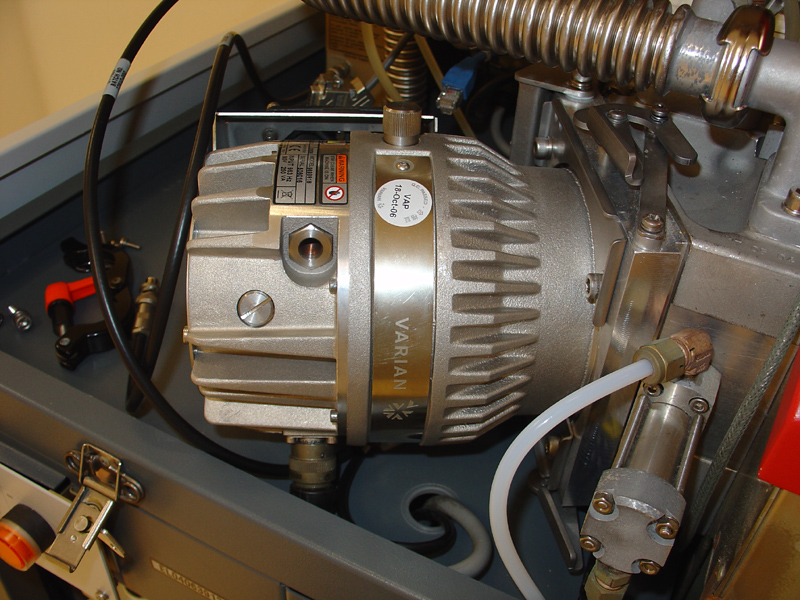
turbomolekulární pumpa, zamontovaná v přístroji ICP-MS

Protože analýzu obsahu jednotlivých iontů ve vzorku lze provést pouze za podmínek poměrně vysokého vakua, je třeba ionty analyzovaných prvků transportovat do tohoto prostředí. Dosahuje se toho průchodem vzorku dvěma kónusy s průměrem vstupního otvoru několik desetin milimetru. Po průchodu 1. kónusem (sampler) se atomy vzorku dostávají do meziprostoru, kde je tak plynu soustavně udržován na hodnotě řádově několika setin torru. Po průchodu otvorem druhého konu (skimmer) se analyzovaný vzorek dostává do prostředí o tlaku přibližně 10−5torru a dosahují již nadzvukové rychlosti.
Vakuum je získáváno kombinací činnosti celkem 4 vakuových pump. Ve vzájemné součinnosti pracuje vždy jedna klasická olejová vývěva, která odčerpává hlavní množství přítomného plynu. Zbytek je pak odsáván turbomolekulární pumpou, která při otáčkách rotoru kolem 60 000 rpm odstraňuje atomy plynu mechanickými nárazy lopatek rotoru o velmi vysoké rychlosti.

### Separace iontů v kvadrupólu

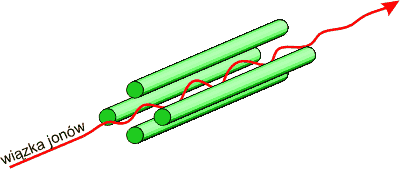
schematický nákres kvadrupólu

Po převedení iontů do vakuové části spektrometru se tam však také dostává velké množství nechtěných částic, které by rušily závěrečnou detekci jednotlivých separovaných iontů. Jsou to jednak elektricky nenabité atomy, převážně atomy argonu, kyslíku a vodíku a dále velké množství fotonů uvolněných z argonového plazmatu. Protože všechny uvedené částice jsou elektricky neutrální a neovlivňuje je tudíž elektromagnetické pole, stačí do jejich dráhy umístit nějakou mechanickou překážku (např. kovový terčík) a fotony i nenabité částice se na ní zastaví. Analyzované ionty se pak vychýlí přesně tvarovaným elektromagnetickým polem tak, aby překážku prostě obletěly a teprve za ní byly vneseny do kvadrupólu. U některých přístrojů je vzájemné uspořádání vstupních kónů a kvadrupólu vyřešeno tak, že osa kvadrupólu je otočena v úhlu přibližně 90° od směru vstupujících iontů a ty jsou do kvadrupólu nasměrovány opět důmyslně generovaným elektromagnetickým polem (tzv. magnetickou optikou), zatímco nenabité částice zanikají po dopadu na absorpční kovovou plochu ležící v ose vstupních kónů.
Pro další oddělení jednotlivých iontů podle jejich relativní atomové hmotnosti (amu) slouží tzv. kvadrupólový separátor. Je to soustava čtyř kovových tyčí o délce 30 – 40 cm a průměru asi 10 mm, na které se postupně vkládá elektrické napětí složené ze stejnosměrné složky a vysokofrekvenční střídavé složky tak, aby dvě protilehlé tyče měly vždy stejnou polaritu. Působením takto generovaného elektromagnetického pole se ionty, vstupující do kvadrupólu rozkmitají a za určitých známých podmínek lze docílit toho, že kvadrupólem proletí pouze částice o definované hmotě a dopadne na detektor. Některé typy ICP-MS spektrometrů mají navíc instalován ještě menší kvadrupólový předseparátor, který vstupující ionty nasměruje do správného směru v ose vlastního kvadropólu.
Při analýze se pak obvykle postupuje tak, že se pomocí výkonného počítače mění podmínky na kvadurpólu tak, aby byly analyzovány pouze vybrané ionty podle zadání obsluhy. Tím se podstatně zkrátí doba analýzy a zabrání se tak i přehlcení detektoru ionty o příliš vysokém zastoupení ve vzorku.

### Detekce iontů
Pro detekci a kvantifikaci počtu dopadlých iontů se v ICP-MS nejčastěji využívá vícekanálový elektronásobič. Jeho funkce je obdobná jako u klasického fotonásobiče a spočívá v mnohonásobném zesílení elektrického signálu, vzniklého dopadem měřeného iontu na měrnou plošku (obvykle polovodivý oxid olova), na kterou je vložen elektrický potenciál o velikosti přibližně – 3 kV. Dopadem pozitivně nabitého iontu Me+ dojde k vypuzení velkého počtu tzv. sekundárních elektronů, které jsou dále směrovány elektrickým polem k dalším elektrodám a znovu zesilovány, až je na výstupu detektoru získán měřitelný elektrický proud.
Při vlastním měření v přístroji ICP-MS jsou kvadupólovým separátorem na detektor směrovány ionty o zvolené hmotnosti vždy po dobu 10 – 100 ms a počet dopadajících iontů je zaznamenán řídícím počítačem. Poté jsou na detektor nasměrovány další ionty o jiné amu a celý proces se opakuje. Proměření celého zadaného spektra iontů se opakuje 100 – 1000 x a výsledný signál je počítán jako průměr ze všech těchto měření. Stejným způsobem probíhá i kalibrace přístroje, kdy jsou proměřovány standardní roztoky o známé koncentraci měřených prvků a na základě velikosti signálů těchto standardů jsou finálně vypočteny koncentrace měřených prvků v analyzovaných vzorcích.

## Omezující faktory
Přestože technika ICP-MS poskytuje vynikající detekční limity pro velké množství analyzovaných prvků, existují i zde jistá omezení, která limitují použití této metody. Tato omezení jsou dána jak technickými možnostmi současné instrumentální techniky tak fyzikálními vlivy, vyplývajícími z vlastností měřených iontů.

### Salinitaměřených roztoků
Jedním ze základních omezujících faktorů pro použití metody ICP-MS je obsah solí v analyzovaných vzorcích. Důvody jsou jednak fyzické nanášení zbytků solí na povrch vstupních kónů a následném zmenšování jejich reálného průměru (blokování kónu) a dále změna fyzikálních podmínek v argonovém plazmatu, kdy v přítomnosti velkého množství solí dochází energetickým posunům a následně ke generaci rozdílného množství iontů měřených prvků ve vzorku a kalibračním roztoku.
Prakticky to znamená, že množství solí v analyzovaném vzorku by nemělo překročit hranici 2 - 5 g soli/l a pokud analyzovaný vzorek tyto parametry nesplňuje, je třeba ho zředit. Z běžně analyzovaných vzorků se to nejvíce týká například mořské vody (salinita cca 40 g/l), krevní plazmy nebo krve (salinita přes 25 g/l), moči a řady dalších běžných vzorků.

### Vysokýionizační potenciál
Přestože energie argonového plazmatu je dostatečně vysoká pro vygenerování velké většiny iontů Me+, existuje několik chemických prvků, které vykazují prakticky nulovou nebo velmi nízkou populaci kladně nabitých iontů po průchodu plazmatem. Typickou skupinou jsou halogenidy, například fluor s ionizačním potenciálem překračujícím 16 eV se touto technikou prakticky nedá analyzovat, následující chlor pak vykazuje přibližně 1 000krák nižší citlivost než běžné kovové prvky a mez detekce pro brom leží na úrovni jednotek ppb.
Mezi další mírně problematické prvky patří rtuť nebo fosfor s ionizačními potenciály na úrovni 10 – 11 eV a jejich mez stanovitelnosti proto leží v oblasti desetin ppb.

### Tvorba dvojnásobně nabitých iontů
Existují chemické prvky, jejichž druhý ionizační potenciál leží v oblasti energetického výkonu používaného argonového plazmatu. V takovém případě se vytváří významný podíl iontů Me++, které při dopadu na detektor vyvolávají falešný signál prvku o hmotnosti Me/2.
Typickými prvky jsou v tomto případě baryum nebo prvky vzácných zemin, lanthanoidy. Při analýze vzorků s vyšším obsahem těchto prvků je proto nutné korigovat parametry iontové optiky tak, aby počet dvojnásobně nabitých iontů dopadajících na detektor byl co nejnižší.
Další možností eliminace tvorby dvojnásobně nabitých iontů je pak úprava podmínek v plazmatu tak, aby podíl těchto iontů byl co nejmenší (především snížením energetického příkonu do plazmatu). Je však přitom třeba pamatovat na to, že je třeba současně vytvořit i dostatečně silnou populaci měřených iontů a podmínky analýzy jsou pak jistým kompromisem mezi oběma extrémy – minimální tvorbou dvojnásobně nabitých iontů a maximálním množstvím vznikajících iontů měřeného prvku.

### Izobarické překryvy
Většina chemických prvků se v přírodě vyskytuje jako směs několika stabilních izotopů a dochází proto velmi často k situaci, že na určité hodnotě amu se současně vyskytuje několik izotopů různých prvků. Přesto však lze pro každý prvek s výjimkou india nalézt takový izotop, u kterého k překryvu nedochází.
Přesto je však v řadě případů výhodné měřit i takový izotop, který je současně zatížen překrovem jiného prvky. Je to především tenkrát, kdy měřený izotop vykazuje na dané amu vysoké zastoupení a interferující prvek má zastoupení nízké nebo je pravděpodobnost výskytu interferentu ve vzorku velmi nízká.
Obecně lze problém izobarických překryvů poměrně jednoduše řešit zavedením matematických korekcí, kdy je od signálu měřeného prvku odečtena alikvotní část signálu interferujícího iontu, která se zjistí ze signálu jiného iontu interferujícího prvku.
Příkladem je měření signálu izotopu 115In, kde se současně vyskytuje i izotop cínu 115Sn, jehož celkové průměrné zastoupení činí pouze 0,35% veškerých cínových atomů. Při měření se tady současně načítá signál iontů 118Sn se zastoupením 24,03 % celkového cínu. Při vyhodnocení obsahu In ve vzorku se pak od signálu na hmotě 115 odečte (0,35/24,03) signálu na hmotě 118, které odpovídá interferenci atomů cínu.

### Polyatomické interference
Polyatomické interference jsou patrně nejproblematičtější stránkou praktické analýzy metodou ICP-MS. Jedná se o jev, při kterém v argonovém plazmatu dochází k tvorbě poměrně stabilních částic, tvořených převážně dvěma atomy s jedním kladným nábojem Takové částice pak poskytují falešný kladný signál na hmotě, odpovídající součtu hmot svých atomů a v konečném důsledku tak nedefinovaným způsobem zvyšují množství analyzovaných prvků.
Je třeba si uvědomit že k tvorbě těchto částic může docházet pouze tehdy, když jejich atomy jsou v plazmatu zastoupeny ve velkém množství, U běžných vzorků jsou proto nejobávanějšími polyatomickými částicemi ty, které jsou složeny z atomů Ar, O, H, Cl, C, S nebo Si, tedy prvků, která jsou složkou většiny analyzovaných vzorků nebo tvoří samotné médium plazmatu (Ar a H2O).
Typickým příkladem je polyatomický ion 35Cl40Ar+, který působí falešný kladný signál na velmi často měřeném arsenu 75As nebo 16O40Ar+, působící problémy u nejvíce zastoupeného iontu železa - 56Fe.
Eliminace polyatomických interferencí je i v současné době stále předmětem rozsáhlého výzkumu. Technicky jsou přitom měněny energetické podmínky v plazmatu, experimentuje se se způsobem vnášení vzorku do plazmatu (ochlazování zmlžovače), přidávají se pomocné plyny jako vodík nebo methan a hledají se i další možnosti. Matematicky se provádějí korekce signálu na základě měření množství atomů vytvářejících polyatomické ionty nebo měřením poměrů jiných izotopů s podobným typem interference.
Následující tabulka dává přehled pouze několika nejvíce se vyskytujících polyatomických interferencí:
| Měřený izotop | Interferující ion |
| ------------- | ----------------- |
| 51V           | 16O35Cl           |
| 52Cr          | 12C40Ar           |
| 53Cr          | 16O37Cl           |
| 56Fe          | 16O40Ar           |
| 57Fe          | 16O40Ar1H         |
| 60Ni          | 16O44Ca           |
| 63Cu          | 23Na40Ar          |
| 75As          | 35Cl40Ar          |
| 77Se          | 37Cl40Ar          |
| 156Gd         | 140Ce16O          |

## Využití ICP-MS
Technika ICP-MS je prakticky využívána všude tam, kde je požadována velmi vysoká citlivost analýz a současně přináší praktické výhody v možnosti velmi rychle a relativně přesně analyzovat velké množství prvků v jednom vzorku. Hlavním omezením jsou zde roztoky o vysoké koncentraci solí (mořská voda, krev…), které způsobují blokování vstupních kónů a mění energetické podmínky v plazmatu a dále tvorba polyatomických částic, která může v neznámých vzorcích působit falešné pozitivní signály u analyzovaných prvků.
Problém salinity vzorků lze díky extrémní citlivosti techniky obvykle odstranit vhodným naředěním. V případě polyatomických interferencí je jejich odhalení a eliminace závislá především na zkušenosti analytika, který by měl před analýzou vzorků zcela nového typu provést důkladný průzkum majoritních složek a posoudit, zda některé z nich nebudou příčinou vzniku nečekaných kombinovaných iontů.

### Biologie a medicína
Vzorky různých organických tkání nebo tělních tekutin jsou prakticky ideální pro analýzu technikou ICP-MS. Obsahují totiž převážnou měrou prvky jako uhlík, kyslík a dusík, které se při přípravě vzorků mineralizací (obvykle se používá tlakový rozklad se směsí kyseliny dusičné a peroxidu vodíku) převedou na plyny nebo vodu a za vzorku tak zmizí.
Zároveň se v současné době stále prohlubují naše znalosti o mechanizmu působení stopových prvků v metabolizmu živočichů a sledování těchto elementů v jednotlivých tělních tkáních nebo dokonce buňkách pomáhá tyto znalosti rozšiřovat a v řadě případů může napomoci k odhalení příčin nemocí nebo různých alergických stavů u pacientů. Přitom lze často jako vzorek použít například lidské vlasy nebo srst zvířat a je tak možno analyzovat i vzorky staré stovky nebo tisíce let. 

### Životní prostředí
Obsah toxických kovů jako olovo, kadmium, arzen nebo rtuť v okolním prostředí je velmi důležitým parametrem pro posouzení jeho kvality popřípadě vlivu lidské činnosti na tento stav.
Analyzovaným materiálem jsou zde obvykle rostliny jako houby, mechy nebo lišejníky, o jejichž schopnosti absorbovat těžké kovy z okolního prostředí je známo velmi mnoho. V prostředí moří jsou to obvykle ulity nebo lastury mořských měkkýšů, významným materiálem jsou tkáně mořských korálů. Díky vysoké citlivosti techniky ICP-MS lze analyzovat i velmi malé vzorky a je proto možno sledovat postupné změny obsahu prvků v tkáni jednoho jedince v různých obdobích života. Například sledováni obsahu arzenu nebo rtuti v jednotlivých vrstvách korálového útesu nebo dokonce i jednotlivé skořápky mořského tvora nám může poskytnou představu u postupných změnách obsahu sledovaných prvků v období řádu desítek až tisíců let nazpět.
Ve skupině teplokrevných živočichů jsou nejvíce vypovídající skupinou predátoři, protože stojí až na konci potravního řetězce a v jejich tkáních se proto hromadí mnohem více těžkých kovů než u býložravců. Byly prováděna například rozsáhlé studie výskytu těžkých kovů ve skořápkách vajec dravých ptáků, které mohou výborně sloužit k posouzení zatížení jednotlivých částí území zmíněnými prvky. Z orgánů jsou pak nejvíce zajímavé játra a ledviny, které zachycují a uchovávají těžké kovy krve. Není například bez zajímavosti, že ledviny nebo játra kuřáka obsahují desetkrát až stokrát více kadmia a arzenu, než u nekuřáka!

### Kontrola kvality potravin, pitné vody, léčiv
V současné době se metodou ICP-MS každodenně provádí desetitisíce analýz nejrůznějších druhů potravin a přípravků sloužících jako složky potravy s cílem kontrolovat obsah vybraných toxických prvků jako olovo, kadmium, arzen, nikl, beryllium nebo rtuť. Povolené obsahy těchto prvků jsou legislativně určeny v jednotlivých státech celého světa a výrobce potravin má za povinnost deklarovat, že jeho výrobek byl zkontrolován a bylo zjištěno, že obsahy kontrolovaných složek leží pod zákonnými limity. Stejně se kontrolují i zemědělské produkty, které slouží k přímé konzumaci jako ovoce, zelenina nebo např. brambory či rýže.
Stejně jako pro potraviny, platí zákonné limity i pro pitné vody a metoda ICP-MS je využívána především ke kontrolám těch nejsledovanějších toxických prvků.
Velmi přísné předpisy jsou dále stanoveny pro výrobky farmaceutického průmyslu a je zákonnou povinností každého výrobce provádět průběžně kontroly každé vyrobené šarže libovolného léčiva nebo léčivého přípravku i na obsahy těžkých toxických kovů.

### Průmyslové aplikace
V průmyslové výrobě je technika ICP-MS nasazována především tehdy, pokud jsou požadovány skutečně nízké detekční limity pro analyzované prvky. V ostatních případech je pro poměrně vysokou pořizovací cenu zařízení i relativně drahý provoz ekonomičtější nasazení klasických analytických metod.
- Při výrobě polovodičů jsou nároky na čistotu vstupních surovin i produktů patrně nejvyšší z běžných průmyslových výrob. Proto je technika ICP-MS velmi často nasazována při kontrole čistoty základní suroviny – superčistého křemíku, ale i dalších surovin pro výrobu mikroprocesorů a dalších elektronických součástek.

- V chemickém průmyslu slouží ICP-MS při kontrole kvality vysoce čistých produktů, u nichž je nutno zaručit maximálně přípustné obsahy znečisťujících prvků v řádech setin a tisícin procenta. V současné době se poptávka po speciálně čistých materiálech značně zvyšuje a je proto pravděpodobné, že v následujících letech se jejich výroba zmnohonásobí.

- Ve sklářském průmyslu nachází využití při přípravě speciálních skel s nutností kontroly stopových množství prvků, určených pro výrobu čoček velkých teleskopů nebo i v dražších fotoaparátech, mikroskopech a podobných aplikacích.

- V metalurgii se ICP-MS uplatní především při kontrole kvality vysoce čistých kovů, například zlata o čistotě 99,999% (tzv. „pětidevítkové zlato“), které nachází uplatnění v mikroelektronice. Obdobné produkty jsou vyráběny i pro další aplikace, například při výrobě termočlánků pro kontrolu teploty v tavicích pecích atp. jsou požadovány minimálně „čtyřdevítkové“, lépe však také “pětidevítkové“ kovy.

- Jaderná energetika, ale i klasické výroba elektřiny potřebuje kontrolu parametrů provozu například analýzu chladicích médií z hlediska přítomnosti stopových prvků. Nasazení techniky ICP-MS s robotickým přísunem analytického vzorku bez nutnosti přítomnosti lidské obsluhy slouží v řadě jaderných elektráren ke kontrole kvality výroby i množství vznikajících umělých jaderných izotopů prvků.

### Geologie
Při analýzách geologických vzorků hraje opět roli vysoká citlivost techniky ICP-MS, která je nasazována pro stanovení velmi málo zastoupených prvků, jako například drahé kovy, lanthanoidy, uran a jemu podobné prvky… Poměrně časté jsou také analýzy obsahu jodu v podzemních vodách.
Pro určení geologické historie hornin je často využíváno porovnávání poměrů jednotlivých prvků vzácných zemin ve vzorcích. Tyto prvky jsou v ultrastopových množstvích přítomné prakticky ve všech geologických vzorcích. Zároveň je jejich chemické chování natolik podobné, že při běžných přeměnách zůstává tento poměr zachován a hornina si jej sebou nese jako otisk prstu i po takových změnách jako je roztavení a zpětná krystalizace nebo pouhé tuhnutí v amorfní podobě. Proto při sledování těchto vlastností hornin není až tak důležité určit absolutní koncentraci jednotlivých lanthanoidů, ale jejich vzájemné poměry, které mohou podat informaci o místě vzniku zkoumané hmoty nebo o jejím transportu v zemské kůře či na povrchu Země.

## Měření izotopových poměrů
Velká většina prvků periodické soustavy se v přírodě vyskytuje ve formě několika stabilních izotopů – jejich jádra obsahují stejný počet protonů, ale liší se počtem obsažených neutronů. Kromě nich se v přírodě setkáme i s izotopy nestabilními, které se postupně rozpadají za vzniků nových atomových jader. Původ těchto izotopů je obvykle také přírodní – vznikají například reakcí jader atomů plynů s částicemi vysoce energetického záření ze Slunce nebo reakcemi jadernými reakcemi v zemské kůře. V posledních několika desítkách let však přibývá i počet uměle vyrobených izotopů, vznikajících v jaderných reaktorech atomových elektráren nebo jaderných ponorek a v neposlední řadě jako produkty zkoušek jaderných zbraní, prováděných armádami několika tzv. „jaderných velmocí“.
Při zjišťování přesného poměru jednotlivých jaderných izotopů ve vzorku je především zapotřebí dosáhnout značně velké přesnosti a správnosti získaných dat, protože prakticky se vyskytující rozdíly v těchto poměrech jsou obvykle značně malé – i diference v řádu jednotek nebo desetin procenta v poměru vzájemného zastoupení může hrát významnou roli při interpretaci dat. Proto jsou pro tyto účely obvykle využívány mnohem dražší hmotové spektrometry, které se vyznačují stabilnějším signálem a vyšší přesností měření, protože u nich odpadá zdroj většiny šumu přístrojů ICP-MS a to plazmové buzení iontů. Přesto však lze i technikou ICP-MS dosáhnout velmi kvalitních dat i když obvykle za cenou značného prodloužení doby analýzy a nutnosti různých matematických korekcí získaných údajů.
Jako příklad praktického použití lze uvést například:

### Izotopy olova
V přírodě se běžně setkáváme se čtyřmi izotopy olova: 204Pb s průměrným zastoupením 1,4 %, 206Pb se zastoupením 24,1 %, 207Pb 22,1% a 208Pb zastoupené 52,3 %. Přitom pouze izotop 204Pb je přirozeným izotopem, ostatní tři jsou produktem přirozeného jaderného rozpadu izotopů uranu nebo thoria. Díky této skutečnosti se vzájemné poměry uvedených izotopů olova v zemských horninách odlišují podle toho, z jakých prekurzorů vznikly.
Praktické využití nachází přitom měření izotopů Pb například v archeologii, kdy je v některých případech možno vystopovat původ historických kovových předmětů – mincí, nádob, zbraní atp. nebo například pigmentů barev historických maleb a obrazů.
Ze současné doby lze uvést některé environmentální studie, které za zabývají například původem zvýšeného množství olova v říčních a mořských sedimentech nebo analýzy poletavého prachu, kde se autoři pokoušejí vytipovat hlavní zdroje atmosférického znečistění.

### Izotopy uranu
Nejvíce zastoupeným izotopem přírodního uranu je 238U s výskytem přibližně 99,28 %, dále známe 235U – výskyt asi 0,72 % a v přírodě se nachází i 234U s průměrným výskytem pouze asi 0,06 %.
Protože pouze izotop 235U je vhodný pro výrobu jaderných zbraní i přímé použití v klasických jaderných reaktorech, připravuje se uměle v průmyslovém měřítku uran s výrazně vyšším zastoupení tohoto izotopu a získává se tzv. „obohacený uran“. Slouží k tomu řada různých postupů a výsledným produktem je pak uran o čistotě 99 – 95 % 235U. V podstatě odpadním produktem tohoto procesu je tzv. „ochuzený uran“, který je z hlediska radiačního vyzařování prakticky bezpečný a využívá se proto spíše jako kovový prvek se značnou hustotou například pro výrobu plášťů protitankových dělostřeleckých nábojů.
Technika ICP-MS bývá proto nasazována v různých environmentálních studiích, které se snaží prokázat původ zvýšeného množství uranu v určitých lokalitách (státy bývalé Jugoslávie, Kuvajt nebo Irák, kdy probíhalo intenzivní dělostřelecké ostřelování a je proto pravděpodobné, že v určitých lokalitách došlo k výraznému zvýšení výskytu izotopu 238U.